# 湾潭镇
　　   湾潭镇地处五峰土家族自治县西南边陲，位于湘鄂两省的五峰、鹤峰、石门三县交界处，是宜昌市的“西南门户”，湖北省的边贸口子镇之一。东邻五峰镇，北与我县采花乡、牛庄乡相连，西、南两面接鹤峰县，东南与湖南省石门县相邻；东部距县城54公里，距宜昌市246公里，325省道穿镇而过。全镇国土面积326平方公里，其中耕地面积2.4万亩，林地面积43.29万亩；地势东高西低，北高南低，东西最大横距27公里，南北最大纵距23.5公里，最高海拔2252米，最低海拔450米，平均海拔1200米。全镇下辖10个村，1个居委会，3个农场，50个村民小组。全镇总人口17164人，4768户，其中城镇人口1201人，农村人口15963人，劳动力人口9344人，2010年全镇农民纯收入为3825万元。　
　
　   2011年，在县委、县政府的正确领导下，在各级各部门的大力支持下，全镇上下紧紧围绕“科学发展求实效 万亩烟叶奔小康”的发展目标，解放思想，埋头苦干，开拓创新，积极应对各种困难和挑战，实现了经济社会的又快又好发展。实现工农业总产值1.35亿元，同比增长13.8%；财政总收入811万元，完成计划的105.5%；一般预算收入668万元，完成计划的109%；固定资产投资4211万元，同比增长17.5%；农民人均纯收入2852元，同比增长8.4%。
     2012年经济社会发展目标：工业总产值增长13%，达到4418万元；全社会固定资产投资增长13%,达到2696万元；农村人平纯收入增加10%，达到3127元；全地域财政收入增长15%，达到1083万元。

```
    
更多湾潭镇详细内容请访问湾潭镇官网---"湾潭在线门户网:https://web.archive.org/web/20180806111447/http://wantanzx.com/
"
```

本文来源:湾潭在线门户网:https://web.archive.org/web/20180806111447/http://wantanzx.com/

湾潭镇，隶属湖北省五峰土家族自治县，人口16942人，面积326平方千米。辖1个居委会、10个村委会：湾潭、龙桥、九门、小凤池、茅庄、红烈、红旗坪、三台坡、锁金山、茶园、鹿耳庄。